# Кулланг, Андерс
Андерс Кулланг (23 сентября 1943 — 28 февраля 2012) — шведский автогонщик. Участник чемпионата Швеции по ралли, чемпионата Европы по ралли и чемпионата мира по ралли.

## Биография
Андерс начал свою карьеру в ралли в 1962 году. Участник чемпионата мира по ралли с первого этапа (Ралли Монте-Карло 1973 года). С 1973 по 1981 год выступал на частные и заводские команды на автомобилях Opel. В середине 1981 года подписал контракт с заводской командой Mitsubishi, в которой провёл несколько гонок до конца 1982 года. В 1984 году провёл несколько раллийных стартов на Volvo 240 Turbo и Opel Ascona 400. В последний раз выходил на старт нескольких гонок в 1988-м за рулём BMW 325 iX.
В 1990 году, после завершения спортивной карьеры, открыл свою раллийную школу (Kulläng Driving School).
28 февраля 2012 года во время отдыха в Таиланде утонул при купании.

## Подиумы в чемпионате мира
| Год  | Ралли        | Штурман              | Автомобиль      | Место |
| ---- | ------------ | -------------------- | --------------- | ----- |
| 1976 | Ралли Швеции | Клас-Йоран Андерссон | Opel Ascona     | 3     |
| 1977 | Ралли Швеции | Бруно Берглунд       | Opel Kadett GTE | 3     |
| 1978 | Ралли Канады | Бруно Берглунд       | Opel Kadett GTE | 3     |
| 1980 | Ралли Швеции | Бруно Берглунд       | Opel Ascona 400 | 1     |